# (4111) Lamy
(4111) Lamy es un asteroide perteneciente al cinturón de asteroides, descubierto el 1 de marzo de 1981 por Schelte John Bus desde el Observatorio de Siding Spring, Nueva Gales del Sur, Australia.

## Designación y nombre
Designado provisionalmente como 1981 EN12. Fue nombrado Lamy en honor al astrónomo francés, Philippe Lamy.